# الانیش، مورش
الانیش، مورش (به لاتین: Aluniș, Mureș) یک منطقهٔ مسکونی در رومانی است که در شهرستان مورش واقع شده‌است.

## خصوصیات
الانیش ۳٬۳۰۰ نفر جمعیت دارد.